# Aparallactus guentheri
Espèce
Synonymes
- Aparallactus uluguruensis Barbour & Loveridge, 1928

Aparallactus guentheri est une espèce de serpents de la famille des Lamprophiidae. 

## Répartition
Cette espèce se rencontre :
- en Angola ;
- au Kenya ;
- au Malawi ;
- dans le nord du Mozambique ;
- dans le sud de la Tanzanie ;
- en Zambie ;
- dans l'est du Zimbabwe.

## Description
L'holotype de Aparallactus guentheri mesure 390 mm dont 65 mm pour la queue. Cette espèce a la face dorsale noirâtre et présente un collier noir profond parfois bordé de clair. Sa face ventrale est jaunâtre. C'est un serpent venimeux.

## Étymologie
Cette espèce est nommée en l'honneur de Albert Charles Lewis Günther.

## Publication originale
- Boulenger, 1895 : Descriptions of two new snakes from Usambara, German East Africa. Annals and magazine of natural history, ser. 6, vol. 16, p. 171-173 (texte intégral).